# Campionati del mondo di mezza maratona 1996
I Campionati del mondo di mezza maratona 1996 (5ª edizione) si sono svolti il 29 settembre a Palma di Maiorca, in Spagna. Vi hanno preso parte 209 atleti (di cui 137 uomini e 72 donne) in rappresentanza di 53 nazioni.

## Gara maschile

### Individuale
| Posizione | Atleta                 | Nazionalità                         | Tempo    |
| --------- | ---------------------- | ----------------------------------- | -------- |
| Oro       | Stefano Baldini        | Italia                              | 1h01'17" |
| Argento   | Josephat Kiprono       | Kenya                               | 1h01'30" |
| Bronzo    | Tendai Chimusasa       | Zimbabwe                            | 1h02'00" |
| 4º        | Carlos de la Torre     | Spagna                              | 1h02'03" |
| 5º        | Toshiyuki Hayata       | Giappone                            | 1h02'05" |
| 6º        | Neema Tuluway          | Tanzania                            | 1h02'30" |
| 7º        | Delmir dos Santos      | Brasile                             | 1h02'44" |
| 8º        | Alejandro Gómez        | Spagna                              | 1h02'47" |
| 9º        | Giacomo Leone          | Italia                              | 1h02'48" |
| 10º       | Stéphane Schweickhardt | Svizzera                            | 1h02'49" |
| 11º       | Gemechu Kebede         | Governo di transizione dell'Etiopia | 1h02'52" |
| 12º       | Masatoshi Ibata        | Giappone                            | 1h03'07" |
| 13º       | Luketz Swartbooi       | Namibia                             | 1h03'24" |
| 14º       | Katsuhiko Hanada       | Giappone                            | 1h03'31" |
| 15º       | Ezael Thlobo           | Sudafrica                           | 1h03'32" |

### A squadre
| Posizione | Squadra  | Atleti                                                | Tempo    |
| --------- | -------- | ----------------------------------------------------- | -------- |
| Oro       | Italia   | Stefano Baldini Giacomo Leone Vincenzo Modica         | 3h07'42" |
| Argento   | Spagna   | Carlos de la Torre Alejandro Gómez José Manuel García | 3h08'36" |
| Bronzo    | Giappone | Toshiyuki Hayata Masatoshi Ibata Katsuhiko Hanada     | 3h08'43" |

## Gara femminile

### Individuale
| Posizione | Atleta             | Nazionalità                         | Tempo    |
| --------- | ------------------ | ----------------------------------- | -------- |
| Oro       | Ren Xiujuan        | Cina                                | 1h10'39" |
| Argento   | Lidia Șimon        | Romania                             | 1h10'57" |
| Bronzo    | Aurica Buia        | Romania                             | 1h11'01" |
| 4ª        | Nuța Olaru         | Romania                             | 1h11'07" |
| 5ª        | Kanako Haginaga    | Giappone                            | 1h11'18" |
| 6ª        | Christine Mallo    | Francia                             | 1h12'24" |
| 7ª        | Firiya Sultanova   | Russia                              | 1h12'34" |
| 8ª        | Heather Turland    | Australia                           | 1h12'46" |
| 9ª        | Zahia Dahmani      | Francia                             | 1h12'47" |
| 10ª       | Lucilla Andreucci  | Italia                              | 1h12'50" |
| 11ª       | Cristina Pomacu    | Romania                             | 1h13'05" |
| 12ª       | Zola Pieterse      | Sudafrica                           | 1h13'19" |
| 13ª       | Getenesh Urge      | Governo di transizione dell'Etiopia | 1h13'22" |
| 14ª       | Martha Ernstdóttir | Islanda                             | 1h13'27" |
| 15ª       | Muriel Linsolas    | Francia                             | 1h13'33" |

### A squadre
| Posizione | Squadra | Atleti                                           | Tempo    |
| --------- | ------- | ------------------------------------------------ | -------- |
| Oro       | Romania | Lidia Șimon Aurica Buia Nuța Olaru               | 3h33'05" |
| Argento   | Francia | Christine Mallo Zahia Dahmani Muriel Linsolas    | 3h38'44" |
| Bronzo    | Italia  | Lucilla Andreucci Annalisa Scurti Sonia Maccioni | 3h41'28" |

## Medagliere
| Posizione | Paese    | Oro | Argento | Bronzo | Totale |
| --------- | -------- | --- | ------- | ------ | ------ |
| 1         | Italia   | 2   | 0       | 1      | 3      |
| 2         | Romania  | 1   | 1       | 1      | 3      |
| 3         | Cina     | 1   | 0       | 0      | 1      |
| 4         | Francia  | 0   | 1       | 0      | 1      |
| 4         | Kenya    | 0   | 1       | 0      | 1      |
| 4         | Spagna   | 0   | 1       | 0      | 1      |
| 7         | Giappone | 0   | 0       | 1      | 1      |
| 7         | Zimbabwe | 0   | 0       | 1      | 1      |
| Totale    | Totale   | 4   | 4       | 4      | 12     |